# Olle Wänlund
Olle Wänlund   (Estocolm, 12 de setembre de 1923 - Täby, 11 de gener de 2009) va ser un ciclista suec amateur. Va participar en els Jocs Olímpics d'estiu de 1948 i el mateix any va guanyar la medalla de bronze al Campionat del món en ruta.